# Кульпино (Лотошинский район)
Кульпино́ — деревня в Лотошинском районе Московской области России.
Относится к городскому поселению Лотошино, до реформы 2006 года относилась к Михалёвскому сельскому округу. Население — 385 чел. (2010).

## География
Расположена в южной части городского поселения, на правом берегу реки Лоби, примерно в 8 км к югу от районного центра — посёлка городского типа Лотошино, на ответвлении автодороги Р107 Клин — Лотошино. Ближайшие населённые пункты — деревни Кряково, Тереховка и Горсткино. В деревне 1 улица. Автобусное сообщение с райцентром.

## Исторические сведения
В грамотах коллегии экономии  имеется купчая от 1517 года на "сельцо Вертолово да деревню Кулпино в Волоцком уезде Издетемельском стане". Анализ приведенного в купчей земляного отвода позволяет утверждать, что это купчая именно на современную деревню Кульпино. Т.е. в 16 веке село Вертолово с приселком.
В материалах Генерального межевания XVIII века упоминается как Кулпино.
В «Списке населённых мест» 1862 года Кульпино — владельческая деревня 2-го стана Волоколамского уезда Московской губернии по правую сторону Зубцовского тракта, при колодце и пруде, в 26 верстах от уездного города, с 23 дворами и 174 жителями (85 мужчин, 89 женщин).
До 24 марта 1924 года являлась центром Кульпинской волости, после её упразднения была включена в состав Раменской волости.
В 1890 году в деревне размещались волостное правление и земское училище, число душ мужского пола составляло 83 человека.
По данным Всесоюзной переписи населения 1926 года здесь проживало 245 человек, насчитывалось 54 хозяйства, имелись школа и изба-читальня.
С 1929 года — населённый пункт в составе Лотошинского района Московской области. До 1986 года — центр Кульпинского сельсовета.

## Население
| 1852 | 1859 | 1926 | 2002 | 2006 | 2010 |
| ---- | ---- | ---- | ---- | ---- | ---- |
| 155  | ↗174 | ↗245 | ↗430 | ↗465 | ↘385 |